# Vincent Noutary
Pour les articles homonymes, voir Noutary.
Pas d'image ? Cliquez ici

a Compétitions nationales et continentales officielles uniquement.

Dernière mise à jour le 11 août 2015.
Vincent Noutary, né le 4 janvier 1979, est un joueur français de rugby à XV évoluant au poste d'ailier/arriere/centre (1,88 m pour 88 kg).

## Carrière

### En club
- Jusqu'en 2002 : US Tyrosse
- 2002-2004 : US Colomiers
- 2004-2006 : Aviron bayonnais
- 2006-2007 : RC Narbonne
- 2007-2015 : Pays d'Aix Rugby Club

### En équipe nationale
- Vincent Noutary a connu des sélections en équipe de France universitaire.